# 新下関駅
新下関駅（しんしものせきえき）は、山口県下関市秋根南町一丁目にある、西日本旅客鉄道（JR西日本）・日本貨物鉄道（JR貨物）の駅である。

## 概要
直営駅であるが、南口は業務委託されている。山陽新幹線と、在来線の山陽本線との接続駅。山陽新幹線は駅のすぐ南方に新関門トンネルの入口が見える。
本州最西端および最南端の新幹線停車駅で、新幹線開通後に駅周辺が下関市の副都心として発展したことから、当駅が所在する下関市・勝山地区は、その駅名にちなんで「新下関」とも呼ばれる。
事務管コードは▲800656を使用している。

## 歴史

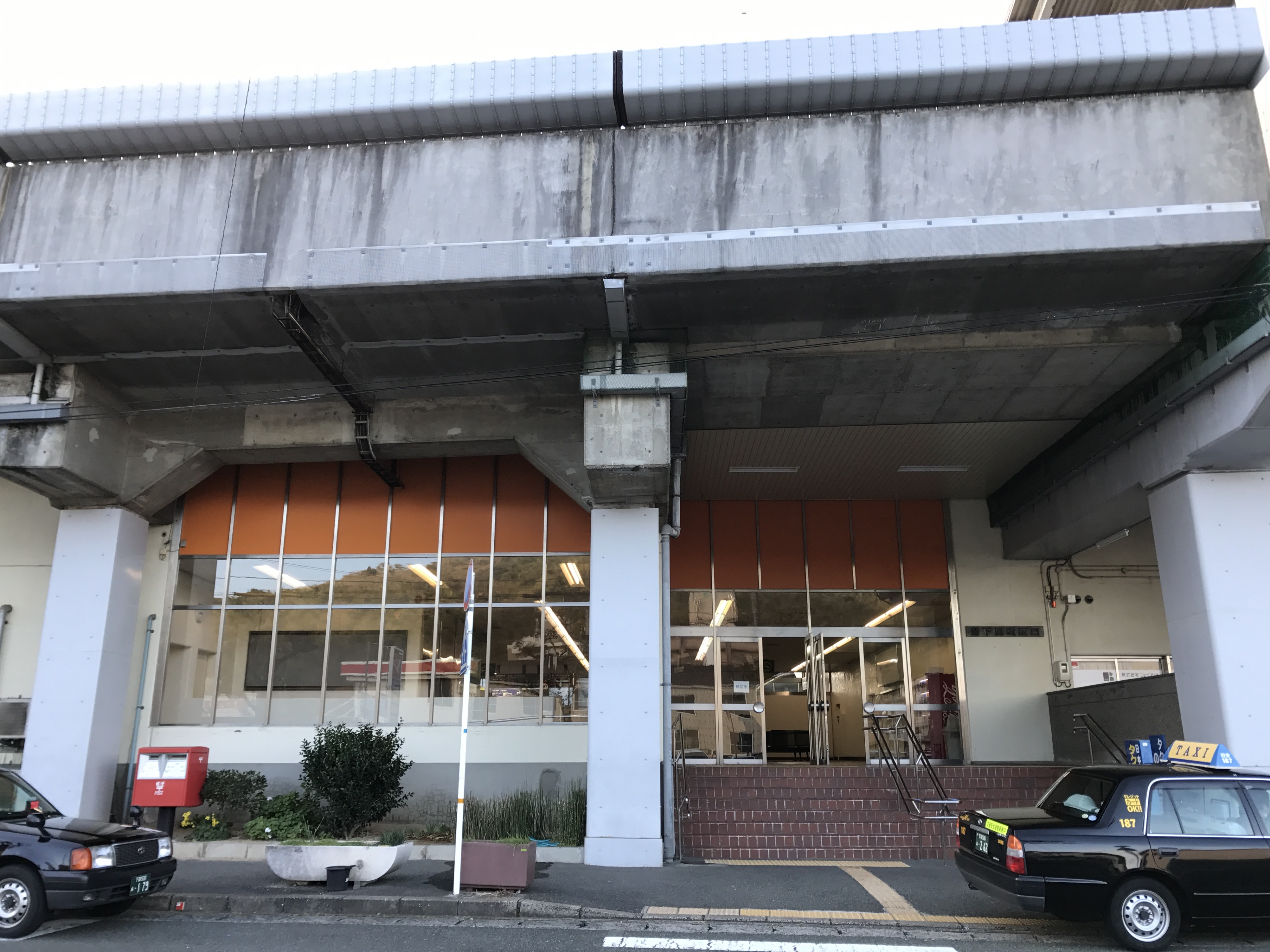
南口（2016年12月）

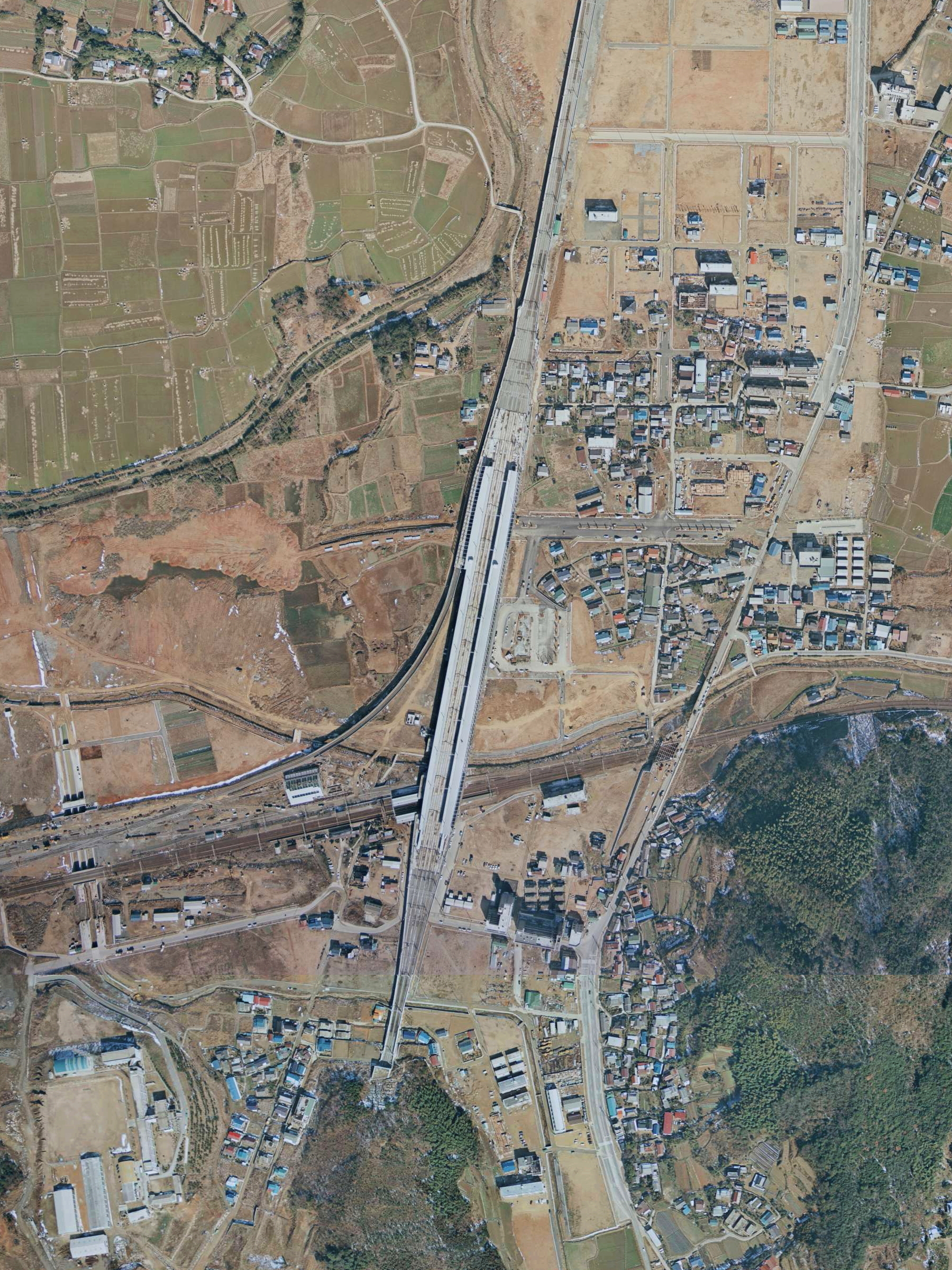
新幹線開業前の新下関駅周辺の空中写真（1975年2月撮影の合成写真）

- 1901年（明治34年）5月27日：山陽鉄道 厚狭駅 - 馬関駅（現・下関駅）間延伸と同時に、一ノ宮駅（いちのみやえき）として開設[5]。旅客・貨物取扱開始[5]。当時は住吉神社付近に位置していた。
- 1906年（明治39年）12月1日：山陽鉄道国有化により帝国鉄道庁の駅となる[5]。
- 1909年（明治42年）10月12日：線路名称制定。山陽本線所属となる。
- 1916年（大正5年）1月1日：長門一ノ宮駅（ながといちのみやえき）に改称[5]。駅名重複を解消するためであり、同じ日にはそれまで当駅と同名を称していた3ヶ所の「一ノ宮駅」も、それぞれ上総一ノ宮駅、豊川鉄道三河一宮駅、尾張一ノ宮駅に改称している[6]。
- 1928年（昭和3年）11月19日：経路変更に伴い、現在地に移転[5]。
- 1960年（昭和35年）9月1日：貨物取扱廃止[5]。
- 1975年（昭和50年）3月10日：山陽新幹線が岡山駅 - 博多駅間延伸により当駅乗入[7]。同時に新下関駅に改称[5]。上り乗降場下の連絡通路に国鉄で初の動く歩道（ウォーキングベルト）を設置[8]。みどりの窓口営業開始[9]。
- 1985年（昭和60年）3月14日：荷物扱い廃止[5]。
- 1987年（昭和62年）4月1日：国鉄分割民営化により、西日本旅客鉄道（JR西日本）の駅となる[5][7]。
- 2000年（平成12年）12月1日：新下関新幹線乗務員訓練センター開設[10]。
- 2016年（平成28年）3月26日：この日のダイヤ改正までにJR貨物の駅が設置され、貨物の取扱が再開される。
- 2022年（令和4年）12月15日：新幹線口にみどりの券売機プラス、南口にみどりの券売機を導入[3]。
- 2023年（令和5年）
  - 4月1日：山陽本線でICカード「ICOCA」の利用が可能となる[11][12]。
  - 5月31日：みどりの窓口の営業を終了[13][14]。

## 駅構造

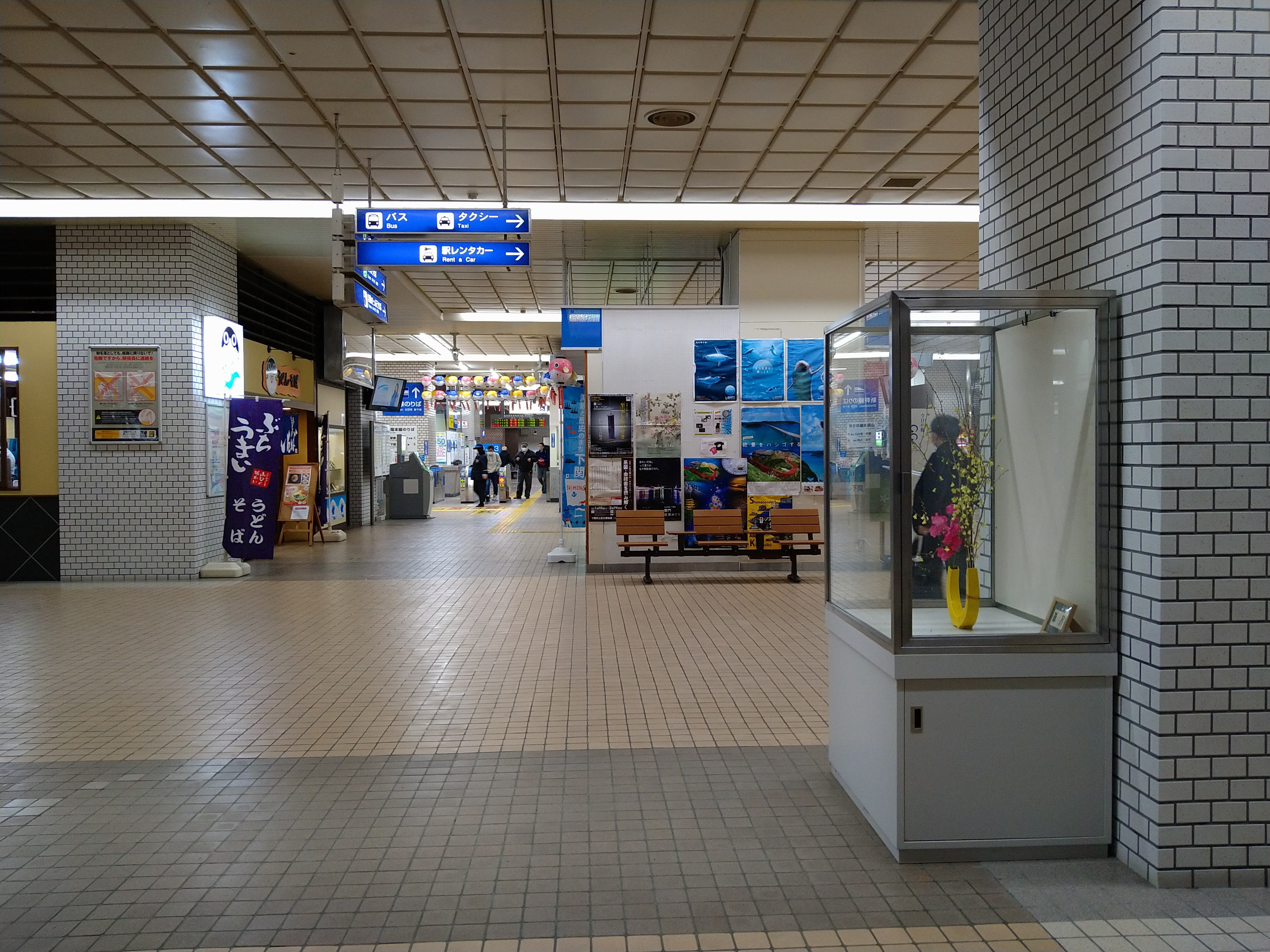
新下関駅構内（2021年3月）

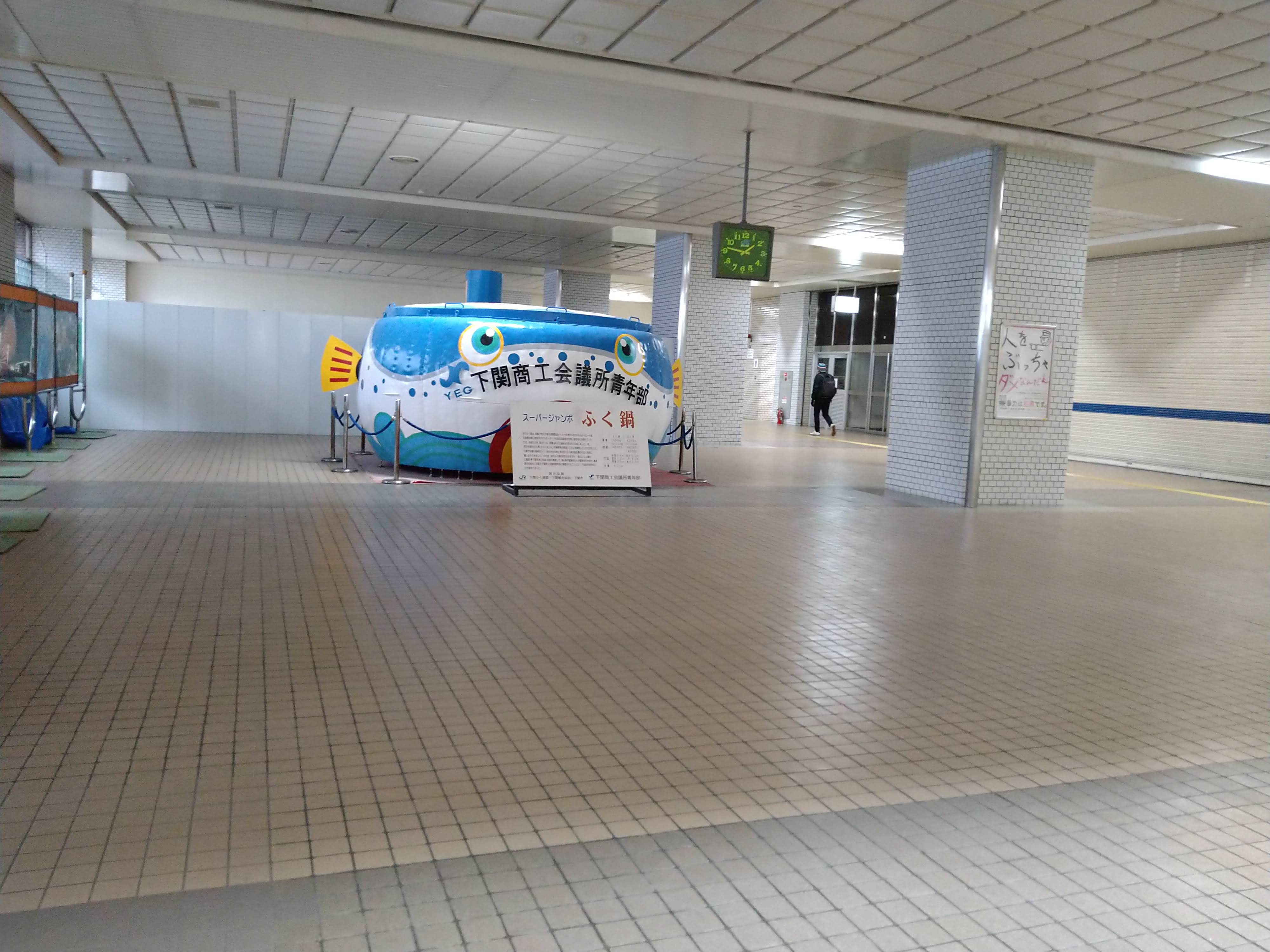
新下関駅構内に設置されている巨大ふく鍋（2021年3月）

南北方向に走る山陽新幹線と、東西方向に走る山陽本線が直交する立体交差駅。山陽本線の北側には東口と西口が、山陽本線の南側（山陽新幹線の東側）には山陽新幹線開通直前の1975年2月15日に旧駅舎から移転して、山陽本線長門一ノ宮駅の駅舎として使用を開始していた南口が位置する。新幹線改札口があり幹線道路に接続する東口が主たる出入口になり、バス停等は東口に配置されている。
東口・西口と南口の間の乗継通路には距離があり、新幹線高架下の連絡通路の一部にオートウォーク（動く歩道）が設置されている。かつて、南口から新幹線ホームに向かうにはこのオートウォークを利用する必要があったが、現在は新幹線ホームの小倉寄り端部に、南口に直結する連絡階段が設置されている（山陽新幹線の駅で、ホーム端部に連絡階段が設置されているのは珍しい）。
自動券売機、みどりの券売機（南口）、みどりの券売機プラス（新幹線口）が設置されている。
1975年2月14日まで使用されていた木造の旧駅舎は、下関・九州方面ホーム（2025年現在の6番のりば）に面していた。翌2月15日に山陽新幹線開業・新下関駅への改称（3月10日）より先行して現在の南口駅舎に移転したため、営業最終日も引っ越し作業が行われていた。

### ホーム
新幹線は、16両編成対応（ホーム長410m）の単式・島式ホーム2面3線（1・2番のりばが島式。2番のりばと3番のりば間に2線の上下通過線、その他3番のりばの反対側にホーム増設準備路盤）を有する高架ホームである。
在来線は地平に相対式ホーム2面2線（上下線間にホームの無い中線があり、回送列車・貨物列車待機用に使われている）を有する。下り線ホームは南口駅舎に直結している。5番のりばは存在せず、待避線となっている。

#### のりば
| のりば       | 路線         | 方向         | 行先                   | 備考                             |
| 新幹線ホーム | 新幹線ホーム | 新幹線ホーム | 新幹線ホーム           | 新幹線ホーム                     |
| ------------ | ------------ | ------------ | ---------------------- | -------------------------------- |
| 1            | 山陽新幹線   | 下り         | 小倉・博多方面         | 当駅始発または一部の臨時列車のみ |
| 2            | 山陽新幹線   | 下り         | 小倉・博多方面         |                                  |
| 3            | 山陽新幹線   | 上り         | 広島・新大阪・東京方面 |                                  |
| 在来線ホーム |              |              |                        |                                  |
| 4            | ■山陽本線    | 上り         | 厚狭・新山口方面       |                                  |
| 6            | ■山陽本線    | 下り         | 下関・九州方面         |                                  |

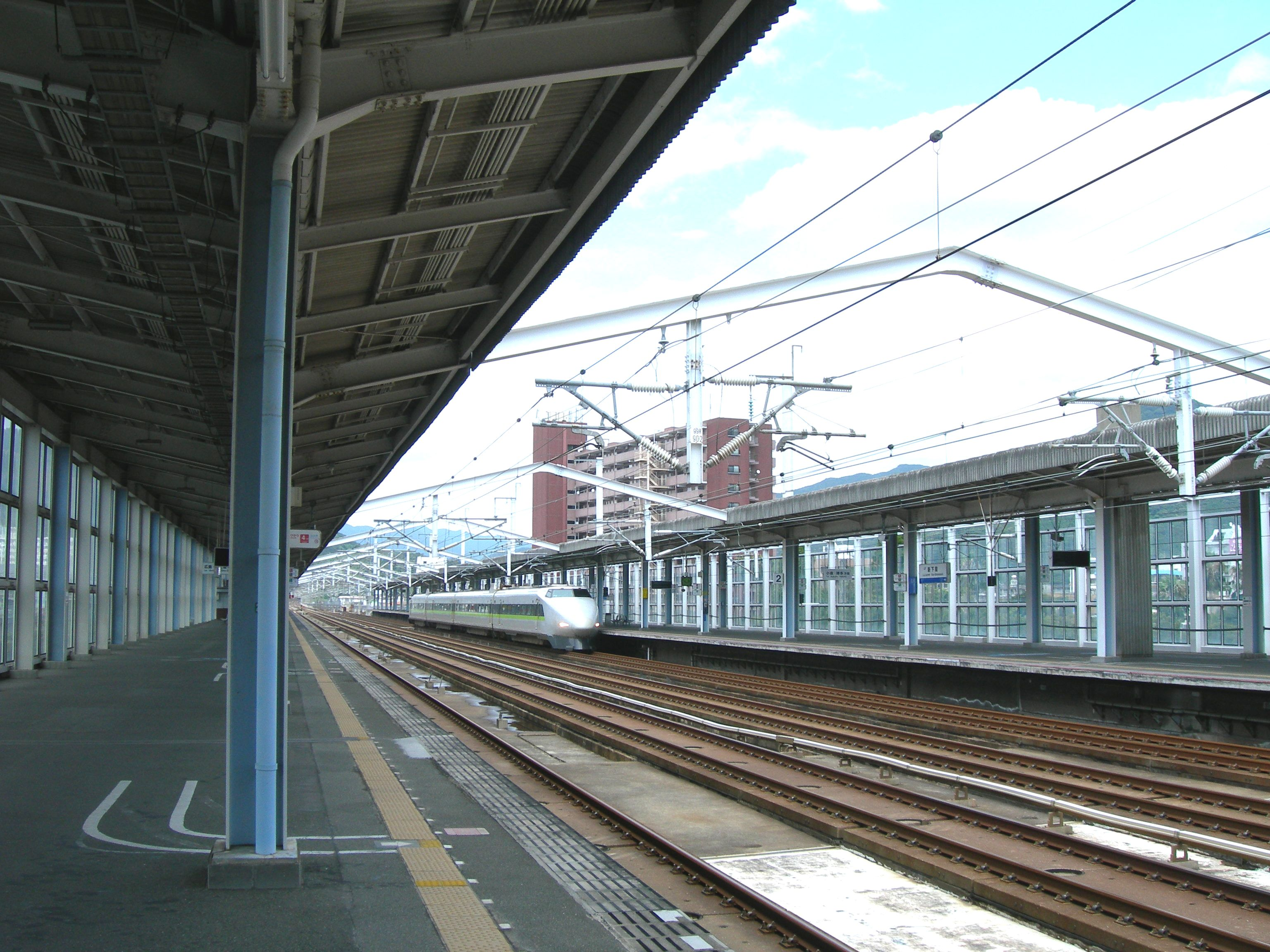
新幹線ホーム（2009年8月）
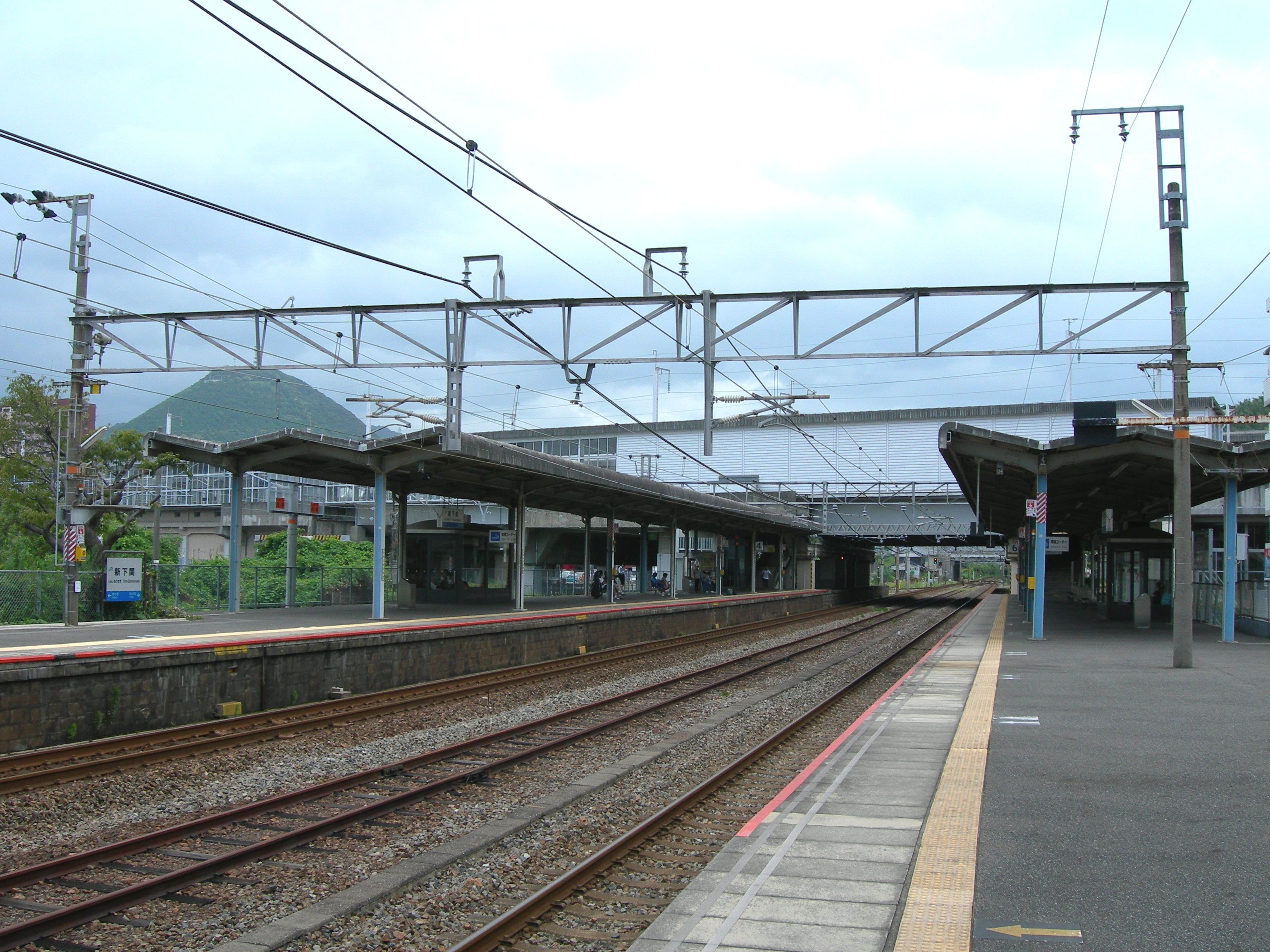
在来線ホーム（2009年8月）

### その他構内
山陽新幹線の線路はホームの北側（新大阪方）で西側に分岐して電留線が設けられており、さらに電留線を折り返すように地平の山陽本線に並行するように回送線が延びている。この降りた場所が新幹線保線基地（新山口新幹線保線区新下関管理室）である。
構内には、新幹線乗務員の異常時対応能力向上のための訓練施設である、新下関新幹線乗務員訓練センターが併設されている。本線と保線基地とを結ぶ回送線等を利用しており、約1kmの区間を実際の車両（訓練車として車籍を解かれた100系電車が留置されている）を使用しての訓練が行われていた。

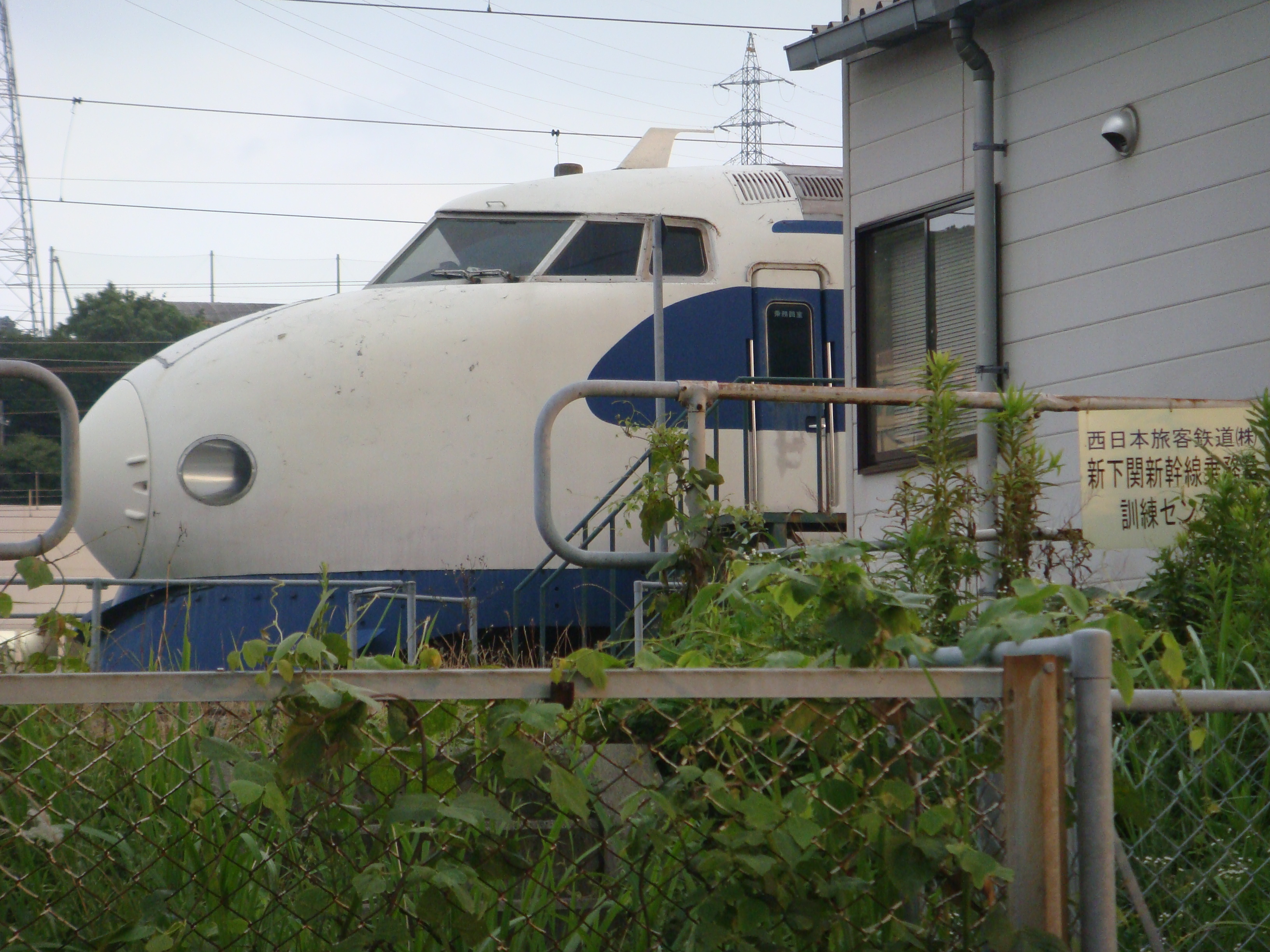
かつて訓練車として使用されていた0系元Q3編成
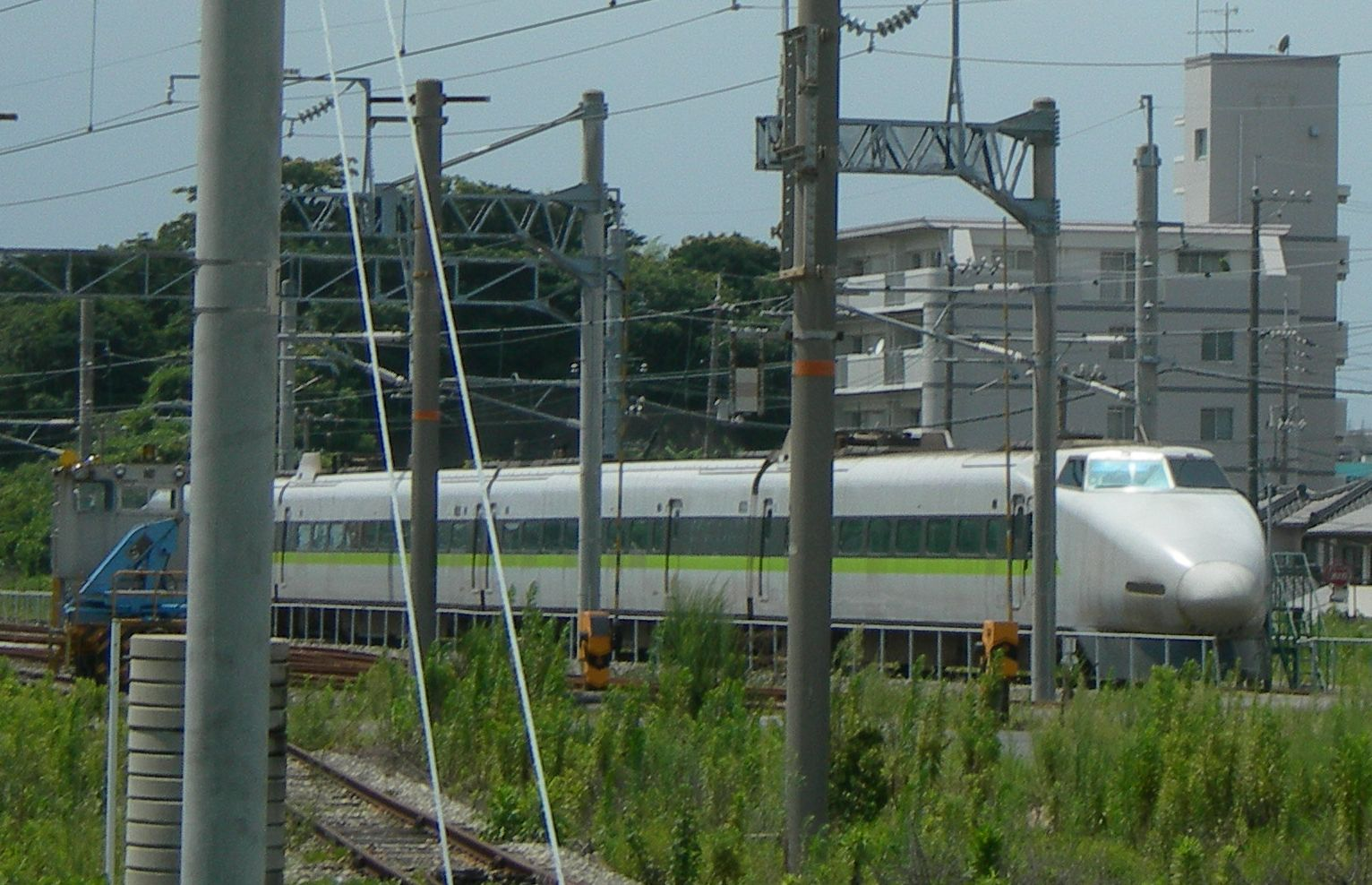
新たに訓練車となった100系元P2編成

### 貨物取扱
2016年頃からJR貨物の車扱貨物取扱駅として扱われている。不定期列車ではあるが、北九州貨物ターミナル駅からのレール輸送の高速貨物列車が当駅に停車し、貨車解放を行う。

## 駅弁
かつては、下関駅弁当株式会社が駅弁の製造・販売を手掛けていた。同社は2010年（平成22年）7月に徳山駅弁当とともに小郡駅弁当と合併し、消滅した。過去に小郡駅弁当が販売していた主な駅弁は下記の通り。
- ふく寿司（土曜・休日のみ）
- みすゞ潮彩弁当（土曜・休日のみ）
- 長州さくら弁当（土曜・休日のみ）
- 瓦そば弁当（土曜・休日のみ）

## 利用状況
1日平均乗車人員は以下の通り。山口県の駅では下関駅、徳山駅、新山口駅、岩国駅に次いで5番目に多い。2023年度の1日当たりの利用者数は9,246人、年間利用客数は169万1981人である。
なお2023年度の1日平均運輸取扱収入は897万3千円で、JR西日本管内の駅では39位、山口県内の駅では3位である。
| 乗車人員推移 | 乗車人員推移 |
| 年度         | 1日平均人数  |
| ------------ | ------------ |
| 1992         | 5,008        |
| 1999         | 5,162        |
| 2000         | 5,072        |
| 2001         | 5,005        |
| 2002         | 4,897        |
| 2003         | 4,898        |
| 2004         | 4,962        |
| 2005         | 4,950        |
| 2006         | 4,925        |
| 2007         | 4,968        |
| 2008         | 5,000        |
| 2009         | 4,958        |
| 2010         | 4,967        |
| 2011         | 4,985        |
| 2012         | 5,019        |
| 2013         | 5,039        |
| 2014         | 4,907        |
| 2015         | 4,930        |
| 2016         | 4,972        |
| 2017         | 5,021        |
| 2018         | 5,013        |
| 2019         | 4,948        |
| 2020         | 3,515        |
| 2021         | 3,764        |
| 2022         | 4,328        |
| 2023         | 4,623        |

## 駅周辺

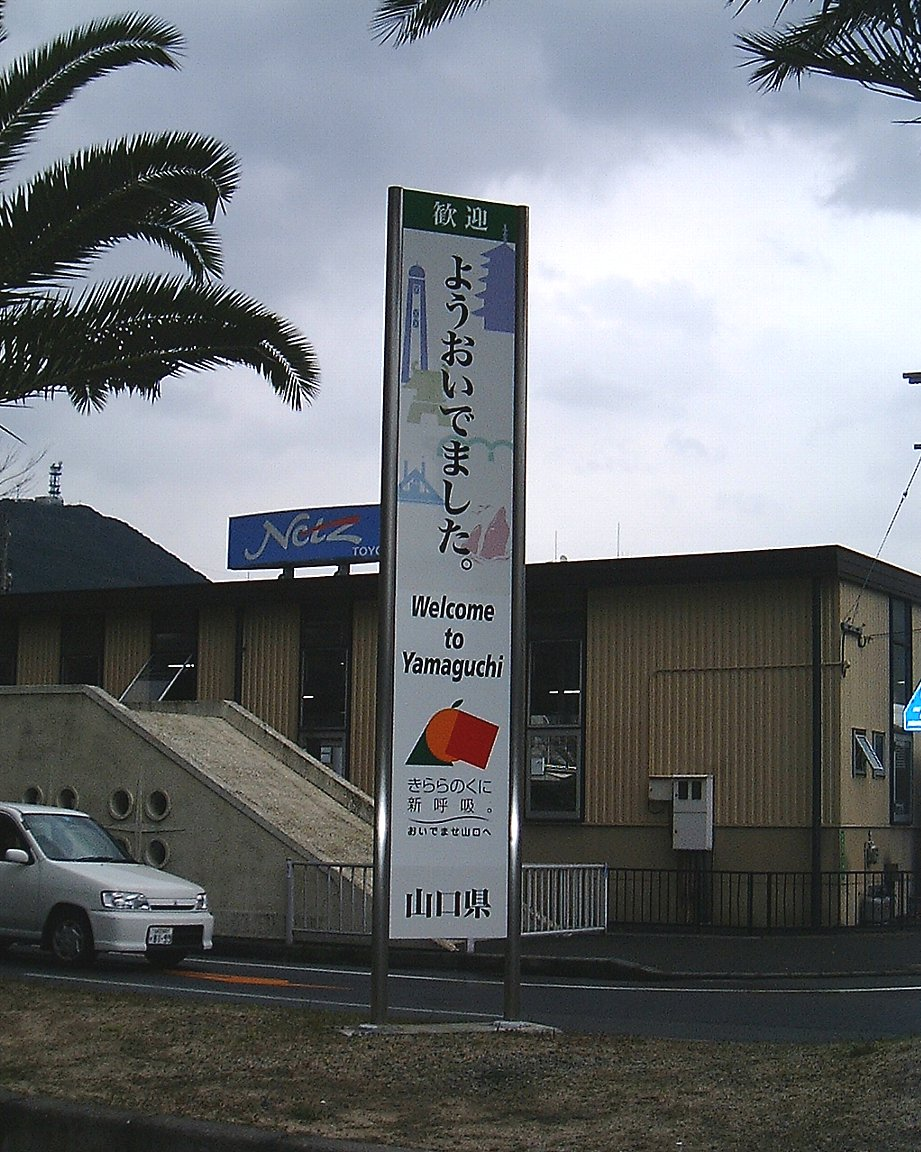
駅前に立つ山口弁の歓迎看板

新幹線開業前の当駅周辺は一面に水田が広がっていた。住吉神社（長門一ノ宮）の祭日のみ賑わっていたが、新幹線開業後は住宅地として発展した。
現在は高層マンションや、団地、下関市立大学・東亜大学などの学生アパート、またショッピングセンター等の施設が多い。新下関も参照。

### 行政・公共機関
- 下関市役所勝山支所
- 勝山公民館
- 勝山郵便局

### 教育機関
- 東亜大学
- 下関国際高等学校
- 下関市立勝山中学校
- 下関市立勝山小学校
- 下関市立一の宮小学校

### 企業・商業
流通
- 下関市中央卸売市場
- 新下関卸団地

金融機関
- 山口銀行新下関駅前支店
- 西京銀行新下関支店
- 信用組合広島商銀下関支店
- 山口銀行新下関ローンプラザ出張所 など

商業施設
- ゆめシティ
- コスパ新下関 など

宿泊施設

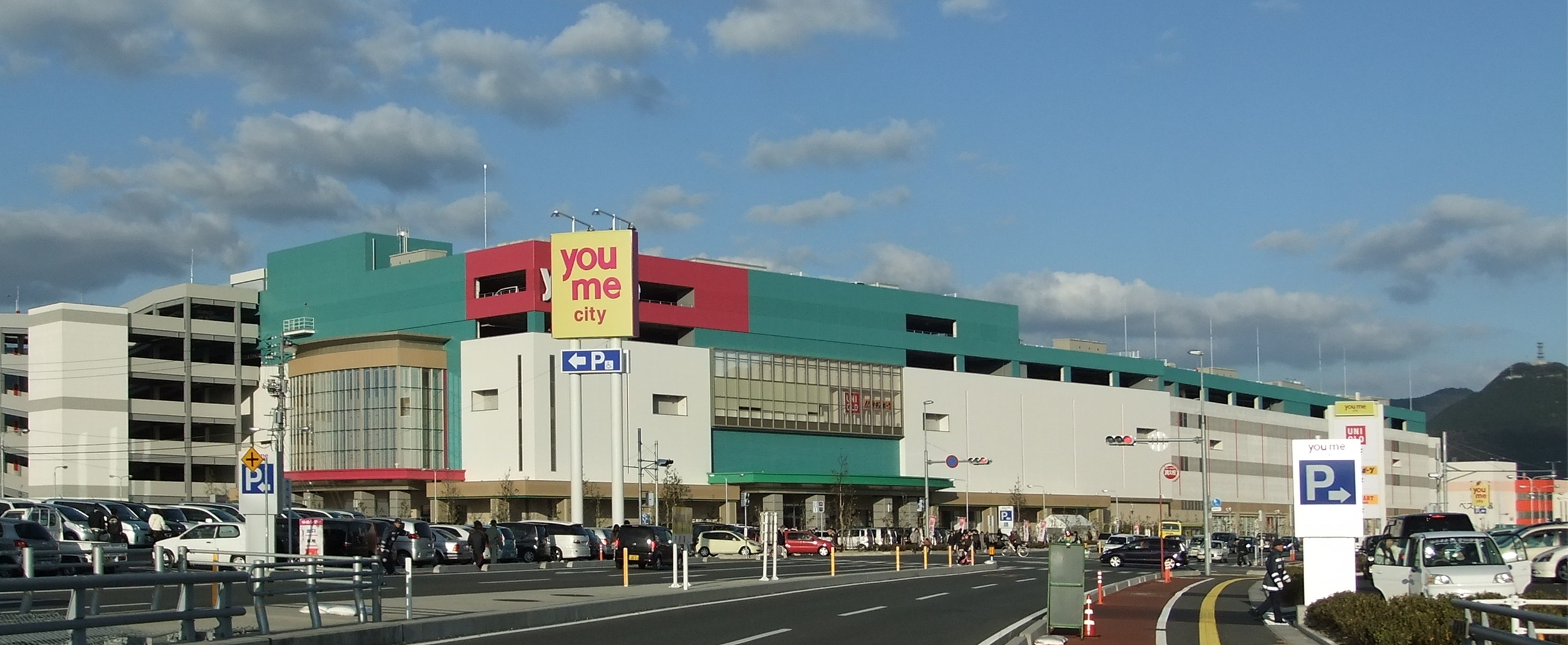
ゆめシティ

宿泊施設の多くは中心市街地（下関駅エリア）に集中している。
- ビジネスホテル新下関
- ビジネスホテルはやし など

### 観光
- 国宝住吉神社（長門国一宮）本殿
- 勝山御殿跡
- 秋根記念公園
- 砂子多川（ホタルの名所）
- 青山

## 交通機関
路線バス
- サンデン交通 （路線バス）
  - 「新下関駅」バス停（駅東口）
  - 「新駅西口」バス停（駅西口側）
  - 「新駅南口」または「一の宮町一丁目」バス停（駅南口側）

高速道路
- 中国自動車道下関IC

## 隣の駅
西日本旅客鉄道（JR西日本）
 山陽新幹線 
厚狭駅 - 新下関駅 - 小倉駅
■山陽本線
長府駅 - 新下関駅 - 幡生駅